# Geheimfach
Ein Geheimfach ist ein Versteck, das nur einer Person oder einer kleinen Personengruppe bekannt ist und nicht als Hohlraum erkenntlich ist. In ihm werden meist Wertsachen deponiert, um sie vor Diebstahl zu schützen oder persönliche Gegenstände, die Personen im Umfeld nicht bekannt werden sollen.
Geheimfächer sind in offen sichtbaren Gegenständen untergebracht, in denen aber hierfür kein Hohlraum vermutet wird. Das klassische Beispiel in der Literatur sind Schubladen in Sekretären, die aufgrund ihrer Lage und ihrer Blende nicht als solche erkennbar sind und aufgrund eines andersartigen Öffnungsmechanismus auch nicht einfach durch Herausziehen geöffnet werden können. Da solche Fächer oft sehr viel später, z. B. bei Restaurierungen gefunden werden, haben dort aufgefundene Dokumente oft historische Bedeutung (z. B. der Sattlerbrief oder Beethovens Briefe an die Unsterbliche Geliebte).
Das Verbergen von Gegenständen ist auch bei Schmugglern ein wichtiges Feld. Sie schaffen Geheimfächer in Gepäckstücken (doppelter Boden) oder schweißen Bleche über Fahrzeughohlräume, um dort Verstecke zu schaffen. In Agentenfilmen wird das Thema Geheimfach oft zum Schlüssel des Erfolges, z. B. im Schuhabsatz (James Bond 007 – Goldfinger), im Surfbrett (James Bond 007 – Stirb an einem anderen Tag) oder im Aktenkoffer (James Bond 007 – Liebesgrüße aus Moskau).
Aber auch in Alltagsgegenständen kann es Verstecke geben, die man als Geheimfach bezeichnet: Ein Geldscheinfach an der Gürtelinnenseite oder ein hohler Gartenstein für den Haustürschlüssel, ein Buch mit ausgehöhlten Seiten oder ein Aktenordner als Versteck für die Flasche Alkohol.